# Mine de Chwałowice
La mine de Chwałowice est une mine souterraine de charbon située en Pologne. En 2013, la mine est encore en activité.